# Alcyonia Lacus
L'Alcyonia Lacus è una struttura geologica della superficie di Plutone.